# Mikael Corre
Pour les articles homonymes, voir Corre (homonymie).
Mikael Corre, né le 23 septembre 1987 à Brest, est un journaliste français.

## Biographie
Formé en sociologie à l’École des Hautes Études en Sciences Sociales (EHESS), il est spécialisé sur les dérives sectaires, le catholicisme et les affaires de pédophilie dans l'Église catholique,.
Il entre au quotidien La Croix, après un passage au Monde des religions,,.
En 2017, il publie le témoignage d'une religieuse victime d'emprise et « d'abus spirituel », Marie-Laure Janssens,.
En 2019, pendant le mouvement des Gilets jaunes, il réalise un tour de France à la rencontre de ceux « qui mériteraient d'être dans le journal »,.
En 2020, il est présélectionné pour le prix Albert-Londres pour une enquête sur les violences policières. 
Il reçoit en 2022 le prix Père-Jacques-Hamel pour sa rencontre avec la sœur de Samuel Paty, Gaëlle. La même année, le journal La Croix l’Hebdo remporte les prix or et spécial du jury du Grand Prix Stratégies pour une immersion qu'il réalise au commissariat de Roubaix,,.
En juillet 2024, il est nommé comme envoyé spécial permanent de La Croix à Rome, prenant la suite de Loup Besmond de Senneville.